# Аракелян, Самвел Варанцович
Самвел Варанцович Аракелян (арм. Սամվել Առաքելյան 14 ноября 1961, Ленинакан, Армянская ССР, СССР) — армянский актёр.

## Биография
Родился 14 ноября 1961 года в городе Гюмри (бывший Ленинакан). Женат, имеет двоих детей: девочку и мальчика. Учился и окончил среднюю школу № 35 в Ленинакане. Художественное училище имени Меркурова. Отделение керамики художественного училища № 10. В 1974 году посещал самодельный театральный кружок Дворца культуры писателей-текстильщиков. В 1978 году поступил в актёрскую студию при Драматическом театре имени Асана Мравяна. В 1980—1982 годах служил в Советской Армии.

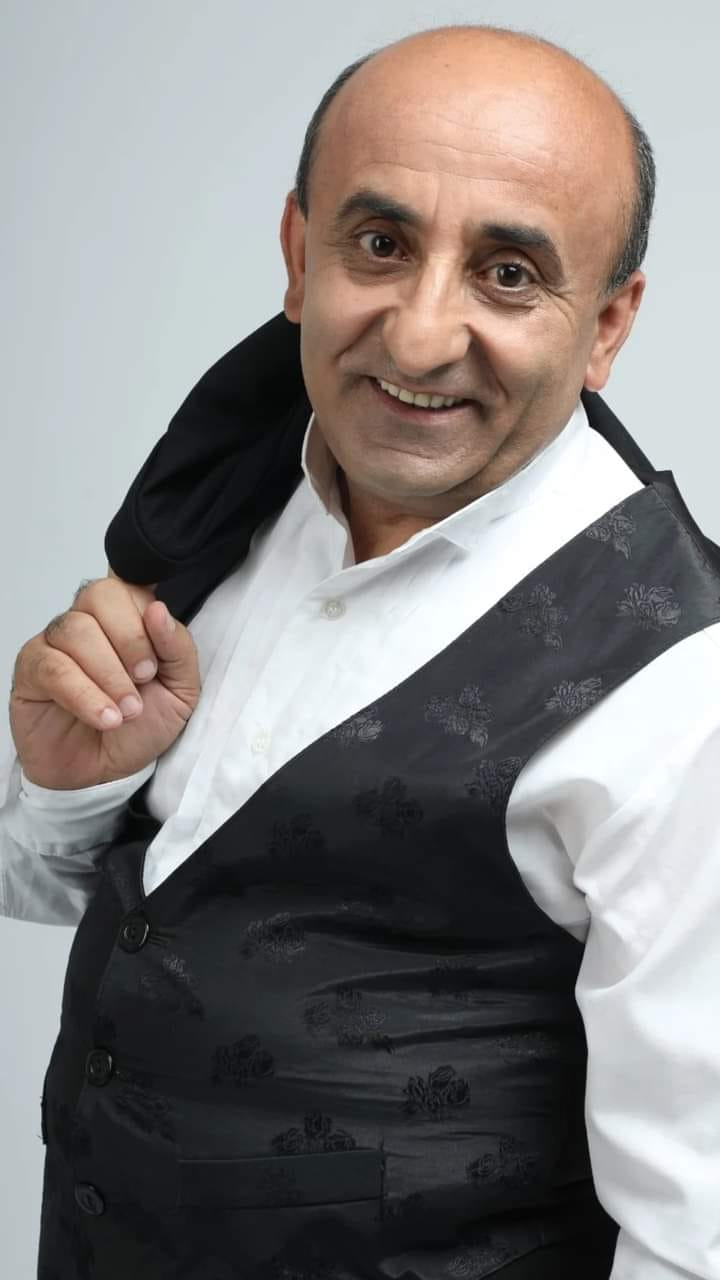
Аракелян, Самвел Варанцович

В 1982 году работал монтажником сцены, машинистом сцены, помощником режиссёра по технической части, рисовал афиши к театральным постановкам. Член театрального союза с 1986 года. В 1986 году был приглашён в дом юмора «Счастливый Гюмри» работать актёром или машинистом сцены. После катастрофического землетрясения 1988 года получил первоклассную квалификацию и вошёл в основной состав. В 1991 году вместе с талантливыми молодыми актёрами театра открыл театр сатиры и сатиры «Мы», где Аракелян работал актёром и заместителем режиссёра. В 1998 году получил приглашение от телекомпании «Шант» для работы ведущим и актёром. В 1998 году гастролировал по Америке. В 2000 году по его инициативе в Америке был снят сатирический видеофильм «Тигр». В 2001 году принял участие в 120-м фестивале комедии «Полоз Мукуч» в Америке и получил первый приз с золотой статуэткой. В 2004 году работал в телекомпании «Армянское ТВ» с проектом «Актуальная программа». Также снялся в 10 сатирических видеофильмах творческой группы «Голливуд». В 2006 году как почитатель армянского искусства получил специальную награду и почётную грамоту. В том же 2006 году участвовал в фестивале юмора «Фаэтон Алек» и был удостоен Гран-при «Золотой диск» за лучший юмор. 
В 2007 году по инициативе Аракеляна прошло около 40 представлений трагикомедии «Такси-Такси», в которых он исполнил роль Принца. В 2008 году сыграл Электрика Рубо в фильме «Осенний абрикос». В 2009 году по его инициативе была снята телевизионная версия спектакля «Такси-Такси». 
В 2010 году участвовал в церемонии вручения премии «Золотая Мушурба» и стал лауреатом премии «Золотая Мушурба». В том же 2010 году мэром Гюмри в области искусства ему было присвоено звание «Самый заслуженный житель Гюмри». В 2015 году награждён золотой памятной медалью Премьер-министра Овика Абраамяна за значительный вклад в области театрального искусства. За заслуги перед Родиной в области искусства награждён памятной медалью Оганеса Туманяна. В 2019 году за заслуги перед Отечеством награждён медалью «Лев фидаи». В 2020 году награждён медалью «Саят-Нова» за сохранение национальной культуры. В 2022 году награждён памятной медалью РА Тиграна Великого за «Боль внезапной человеческой потери».

## Театральные представления
- Г. Сундукян «Разрушенный очаг» Михо
- Н. Гоголь «Ревизор», Мишка
- «Ностальгия» Кузбич Гаре
- Н. Думбадзе «Обвинительный акт», Мочхашвили
- «Неосуществлённый подвиг Геракла» Полибий
- Г. Сундукян «Сила дороги» Самвел
- Ж. Ананян «Такси-такси», Князь
- Г. Саргсян «Месроп Маштоц», Гаваш
- Армянская классика «Три капли доброты» Хачика, Фотограф
- «Мудрый и глупый» В. Айгекси: Мудрый, прокурор, торговец
- О. Туманян «Господь и слуга», парикмахер
- Г. Туманян «Приключения Паноса» Степан
- Л. Мкртчян «Майлиц майла» — Варос

## Фильмография
Он также снимался в художественных фильмах.
- М. Погосян «Горы, солнце и любовь» Хачик[1]
- А. Крпеян «18+»: Айландак Або[2]
- «Осенний абрикос» Электрик Рубо[3]
- «Монстры волка» Мигран[4]
- А. Агаджанян «Я подарю тебе победу», Мартирос[5]
- В. Варданян «СУРЕН», Норик[6]

## Видео
- Доклад: Гюмри и гюмрийцы[7]
- Вкус силы 2 сезон 1 серия[8]
- Вкусный рынг — Самвел Аракелян (Нико) и Самвел Григорян[9]